# 샤인 국
샤인 국(Shine Kuk, 국선영, 1992년 9월 20일 ~ )은 필리핀에서 활동 중인 대한민국의 배우, 텔레비전 방송 사회자, 가수이다. 먹어 불라가의 2014년 "You're My Foreignay" 대회에서 우승한 이후 유명해졌다. 샤인 국은 그 뒤로 여러 텔레비전 쇼에서 스타가 되었고 미스 코리아 필리핀 2018에서 우승했다. 숍 TV 홍 쇼핑 채널의 첫 한국인 사회자이기도 하다.

## 참여 작품

### 텔레비전

#### 2014년
- 먹어 불라가
- 우낭 히릿
- 24 오라스 (필리핀의 텔레비전 프로그램)